# Antony John Baptist
Antony John Baptist (* 15. April 1965) ist ein indischer römisch-katholischer Priester, Bibelwissenschaftler und Theologe. Er ist Direktor des Nationalen Biblischen, Katechetischen und Liturgischen Zentrums (NBCLC) in Bangalore. Sein akademisches und pastorales Wirken konzentriert sich auf kontextuelle Theologie und die Auslegung biblischer Erzähltexte, insbesondere aus der Perspektive marginalisierter Gemeinschaften wie jener der Dalit-Frauen.

## Ausbildung
Antony John Baptist promovierte an der University of Madras im Fachbereich Christliche Studien (Altes Testament), wo er den akademischen Grad eines Ph.D. sowie eines D.Litt. erwarb. Seine Promotion absolvierte er unter der Betreuung von Felix Wilfred. Zudem absolvierte er ein Lizenziatsstudium in Heiliger Schrift (LSS) am Päpstlichen Bibelinstitut in Rom. Neben seiner theologischen Ausbildung erlangte er einen B.A. in Geschichte an der University of Madras sowie einen M.A. in Geschichte an der Annamalai University.

## Laufbahn
Antony John Baptist war im Bistum Vellore tätig, unter anderem als Mitglied des Konsultorenkollegiums und des Priesterrats, als Sekretär der diözesanen Bibelkommission sowie der diözesanen Berufungskommission. Darüber hinaus hatte er akademische und ausbildungsbezogene Funktionen inne, etwa als Vizerektor des Sacred Heart College in Poonamallee und später als Rektor des interdiözesanen Priesterseminars St. Francis Xavier in Veppoor.
Er war außerdem Sekretär der Bibelkommission des Bischofsrats von Tamil Nadu. Seit Mai 2017 ist er Exekutivsekretär der Bibelkommission der Konferenz katholischer Bischöfe von Indien (CCBI).
Im Januar 2021 wurde Baptist zum Direktor des National Biblical, Catechetical and Liturgical Centre (NBCLC) in Bangalore ernannt. Diese Einrichtung untersteht der Katholischen Bischofskonferenz von Indien (CBCI).
Baptist ist Mitglied des Herausgebergremiums der Zeitschrift Concilium. Zudem ist er Mitglied des Übersetzungskomitees der Bibelgesellschaft von Indien (Bible Society of India) und Koordinator für die südasiatische Subregion der Katholischen Bibelföderation.
Neben seinen leitenden Aufgaben lehrt er als außerordentlicher Dozent am Vidya Deep College, am Päpstliche Athenäum Dharmaram Vidya Kshetram, am Päpstlichen Priesterseminar St. Peter sowie am Fachbereich Christliche Studien der University of Madras, wo er auch als Gastprofessor tätig war.

## Veröffentlichungen

### Monografien
- Thus Spoke the Bible: Basics of Biblical Narratives. 2. Auflage, überarbeitet und erweitert. Theological Publications in India, Bengaluru 2024, ISBN 978-93-95623-94-0.
- Planted by the Stream: Biblical Themes for Today. ATC, Bengaluru 2019, ISBN 978-93-86516-77-0.
- Thus Spoke the Bible: Basics of Biblical Narratives. ISPCK, Neu-Delhi 2024, ISBN 978-81-8465-565-0.
- Unsung Melodies from Margins. ISPCK, Neu-Delhi 2014, ISBN 978-81-8465-378-6.
- Together as Sisters: Hagar and Dalit Women. ISPCK, Neu-Delhi 2012, ISBN 978-81-8465-265-9.

### Buchbeiträge
- „Evolution and Sustaining of Covenant Community in Pentateuch and Historical Books“. In: Joy Philip Kakkanattu, Laurence Culas (Hrsg.): Being and Becoming Ecclesia: Biblical Perspectives. CBAI Seminar Papers 5. Theological Publications in India, Bengaluru 2022, S. 23–41, ISBN 978-81-9523-495-0.
- „Missionary Ongoing Formation: Biblical, Catechetical, Spiritual, and Theological“. In: Assisi Saldanha (Hrsg.): Faith Working through Love: Evangelization and Its Horizons. Commission for Bible, Bangalore 2020, S. 179–190, ISBN 978-93-8896-850-8.
- „Movements from a Triumphantalistic Perspective to a Kenotic Perspective in Deuteronomistic History“. In: Prema Vakayil, Laurence Culas (Hrsg.): Call to Self-Emptying: Biblical Perspectives. Theological Publications in India, Bengaluru 2017, S. 27–38, ISBN 978-93-83163-77-9.
- „New Avenues of Biblical Apostolate in India Today“. In: Stanislas Savarimuthu, P. Joseph Titus, M. David Stanly Kumar, A. Alfred Joseph (Hrsg.): Like a Watered Garden. Bd. 2. Theological Publications in India, Bengaluru 2017, S. 421–441.
- „Subalterns Speak Up: Dalit Women“. In: Marie-Theres Wacker: Baruch Letter of Jeremiah, Wisdom Commentary, Bd. 31. Liturgical Press, Collegeville 2016, S. 98–99, 104–105, 110–111, 116, 120, ISBN 978-0814681558.
- „Family as Domestic Church in the Sacred Scripture“. In: Rayanna Govindu (Hrsg.): Word of God, Source of Life in the Family. CBF South Asia, Bengaluru 2016, S. 47–59.
- „The Belief of Early Church on the Resurrection of Jesus in the Light of 1 Cor 15“. In: P. Joseph Titus, S. Stanislas, M. David Stanly Kumar, A. Alfred Joseph (Hrsg.): Riches of His Grace: Studies on Johannine and Pauline Literature. Theological Publications in India, Bengaluru 2015, S. 341–357, ISBN 978-93-83163-37-3.
- „Encountering the Divine: A Study of Hagar’s Encounter with God in Gen 16“. In: P. Joseph Titus, Dexter S. Maben (Hrsg.): Bible and Mission: Biblical Perspectives for Doing Mission in Contemporary India. SBSI, Bangalore 2015, S. 21–35.
- „Testimonies as Representation of Dalit Women Reality and Their Use in Researches“. In: T. K. John, James Massey (Hrsg.): Theology for a New Community. Centre for Dalit/Subaltern Studies, Neu-Delhi 2013, S. 173–187, ISBN 978-93-81907-04-7.
- „Justice in the Bible“. In: Christian Ethics. Lehrbuch für den M.A. Christian Studies. University of Madras, Chennai, S. 135–157.